# 廟仔墩
廟仔墩（英語：Miu Tsai Tun）是香港的一座山峰，最高點海拔333米。它位於新界東南部西貢區清水灣半島上，北接下洋山，南至釣魚翁。該山峰得名自其東北面山腳的廟仔。它為清水灣郊野公園的一部分。
跟釣魚翁一樣，如要登上廟仔墩山頂，必須利用其山脊上沒有維修的山徑。山徑南北的兩個入口都為釣魚翁郊遊徑所經。漁農自然護理署已於山徑入口處豎立了「懸崖危險，切勿前進」警告牌。廟仔墩的山勢沒有釣魚翁那麼險峻，部分的山徑亦處於叢林之間，景觀沒那麼開揚。景觀主要為北面的上洋山和下洋山；東面的牛尾洲、滘西洲、吊鐘洲、相思灣、平托坑山和大嶺桐；南面的釣魚翁；和西面的佛堂洲、將軍澳工業邨、日出康城、百勝角和將軍澳海灣。
不過廟仔墩為觀賞釣魚翁的上佳位置，所以不少去釣魚翁的行山者也會順道連走廟仔墩。

## 參照
1. ↑  . （原始内容存档于2019-10-26）.